# Voo China Airlines 204
O Voo China Airlines 204 foi um voo domestico de passageiros de um Boeing 737-200, em 26 de Outubro de 1989 a aeronave caiu em uma montanha após a decolagem do Aeroporto de Hualien, Taiwan, a 26 de Outubro de 1989. O acidente matou todos os 54 passageiros e tripulação a bordo da aeronave.

## Aeronave
A aeronave era um Boeing 737-209, registo B-180, que voou pela primeira vez a 3 de Dezembro de 1986 e foi entregue à companhia aérea duas semanas mais tarde.

## Acidente
O voo 204 decolou do Aeroporto de Hualien num voo doméstico de pequeno curso para o Aeroporto Internacional de Chiang Kai-shek (agora Aeroporto Internacional de Taoyuan) na ilha de Taiwancom 47 passageiros e sete tripulantes a bordo. Dez minutos após a descolagem, o avião colidiu com uma montanha na cordilheira de Chiashan a uma altitude de aproximadamente 2.100 metros, 5,5 km a norte do aeroporto. Todos os 54 passageiros e tripulantes foram mortos.

## Causa
A principal causa do acidente foi determinada como sendo um erro de piloto, uma vez que o piloto experiente (15 anos na China Airlines) e um co-piloto novato partiram da pista errada, um erro agravado pelo pessoal de controlo em terra que não conseguiu detectar o erro. A aeronave voou então o procedimento de subida para a pista correta, e como resultado, a aeronave fez uma curva à esquerda em direção às montanhas em vez de uma curva à direita em direção ao mar.